# Johannes Handl
Johannes Handl (Graz, 7 maggio 1998) è un calciatore austriaco, difensore dell'Austria Vienna.

## Caratteristiche tecniche
È un difensore centrale.

## Carriera
Cresciuto nel settore giovanile dello Sturm Graz, trascorre i primi anni di carriera in Regionalliga con la squadra riserve dello Sturm ed il Lafnitz. Nel gennaio 2019 viene acquistato dal Wacker Innsbruck con cui debutta in Bundesliga il 13 aprile in occasione del match perso 3-1 contro l'Admira Wacker M..
Nel 2019 viene acquistato a titolo definitivo dall'Austria Vienna.

## Statistiche
Statistiche aggiornate all'11 maggio 2021.

### Presenze e reti nei club
| Stagione        | Squadra             | Campionato      | Campionato | Campionato | Coppe nazionali | Coppe nazionali | Coppe nazionali | Coppe continentali | Coppe continentali | Coppe continentali | Altre coppe | Altre coppe | Altre coppe | Totale | Totale | Totale |
| Stagione        | Squadra             | Comp            | Pres       | Reti       | Comp            | Pres            | Reti            | Comp               | Pres               | Reti               | Comp        | Pres        | Reti        | Pres   | Reti   |        |
| --------------- | ------------------- | --------------- | ---------- | ---------- | --------------- | --------------- | --------------- | ------------------ | ------------------ | ------------------ | ----------- | ----------- | ----------- | ------ | ------ | ------ |
| 2014-2015       | Sturm Graz II       | RL              | 2          | 0          |                 | -               | -               |                    | -                  | -                  |             | -           | -           | 2      | 0      |        |
| 2015-2016       | Sturm Graz II       | RL              | 13         | 2          |                 | -               | -               |                    | -                  | -                  |             | -           | -           | 13     | 2      |        |
| 2017-2018       | Lafnitz             | RL              | 20         | 0          | CA              | 0               | 0               |                    | -                  | -                  |             | -           | -           | 20     | 0      |        |
| 2018-2019       | Lafnitz             | 1L              | 15         | 1          | CA              | 2               | 0               |                    | -                  | -                  |             | -           | -           | 17     | 1      |        |
| 2018-2019       | Wacker Innsbruck II | 1L              | 10         | 1          |                 | -               | -               |                    | -                  | -                  |             | -           | -           | 10     | 1      |        |
| 2018-2019       | Wacker Innsbruck    | BL              | 1          | 0          | CA              | 0               | 0               |                    | -                  | -                  |             | -           | -           | 1      | 0      |        |
| 2019-2020       | Austria Vienna II   | 1L              | 17         | 3          |                 | -               | -               |                    | -                  | -                  |             | -           | -           | 17     | 3      |        |
| 2020-2021       | Austria Vienna II   | 1L              | 3          | 0          |                 | -               | -               |                    | -                  | -                  |             | -           | -           | 3      | 0      |        |
| 2019-2020       | Austria Vienna      | BL              | 4          | 0          | CA              |                 | 1 0             | UEL                | 1                  | 0                  |             | -           | -           | 6      | 0      |        |
| 2020-2021       | Austria Vienna      | BL              | 20         | 3          | CA              | 3               | 0               |                    | -                  | -                  |             | -           | -           | 23     | 3      |        |
| Totale carriera | Totale carriera     | Totale carriera | 105        | 10         |                 | 6               | 0               |                    | 1                  | 0                  |             | -           | -           | 112    | 10     |        |